# Michael Busse (Admiral)
Michael Horst Busse (* 6. Januar 1959 in Hamburg) ist ein deutscher Flottillenadmiral außer Dienst. In seiner letzten Verwendung war er bis Juni 2023 als Kommandeur der Maritime Task Force UNIFIL eingesetzt.

## Militärische Laufbahn
Busse trat nach dem Abitur 1977 als Offizieranwärter der Crew VII/77 in den Dienst der Bundeswehr. Nach der Ausbildung zum Marineoffizier und einer ersten Verwendung als Schiffsicherungsoffizier auf dem Zerstörer Hamburg absolvierte er von 1981 bis 1985 ein Maschinenbau-Studium, das er als Diplom-Ingenieur (FH) abschloss. Im Anschluss daran wurde Busse bis 1994 in verschiedenen Verwendungen, zuletzt als Schiffstechnischer Offizier, auf dem Schulschiff Deutschland sowie auf den Zerstörern Rommel und Lütjens eingesetzt.
Nach einer Verwendung als Referent im Bundesministerium der Verteidigung (Parlament- und Kabinettreferat) in Bonn wurde Busse von 1996 bis 1997 erneut als Schiffstechnischer Offizier eingesetzt. 1997 wechselte er als Dezernent zum Personalamt der Bundeswehr nach Köln, bevor er von 2000 bis 2001 die Ausbildung am US Naval War College in Newport, Rhode Island, absolvierte.
Im Anschluss folgten zwei Verwendungen an der Marineschule Mürwik in Flensburg, zuletzt als stellvertretender Kommandeur. 2005 kehrte Busse nach Köln zurück, wo er zunächst als Dezernatsleiter im Personalamt der Bundeswehr, danach als Abteilungsleiter Personalentwicklung in der Stammdienststelle der Bundeswehr eingesetzt war.
Im Jahr 2007 wechselte Busse abermals nach Bonn. Hier absolvierte er im Bundesministerium der Verteidigung zwei Verwendungen als Referatsleiter (Fü M I 2 und Fü S/Pers), bevor er von 2012 bis 2014 als Leiter des Arbeitsbereichs Personal im Büro des Generalinspekteurs der Bundeswehr, Volker Wieker, eingesetzt wurde. Zum 1. Juli 2014 wechselte Busse auf den Dienstposten des Abteilungsleiters Führung im Kommando Streitkräftebasis in Bonn, den er bis April 2020 innehatte. Sein Nachfolger wurde Thomas Lehnen. Hierauf folgte für Busse eine zweijährige Verwendung als Chairman des National Reserve Forces Committee der NATO. In seiner letzten Verwendung war er von August 2022 bis Juni 2023 als Kommandeur der Maritime Task Force UNIFIL und Führer des Deutschen Einsatzkontingents eingesetzt. Ende Oktober 2023 trat Busse in den Ruhestand.

## Privates
Busse ist verheiratet und hat eine Tochter.